# 샤실리크

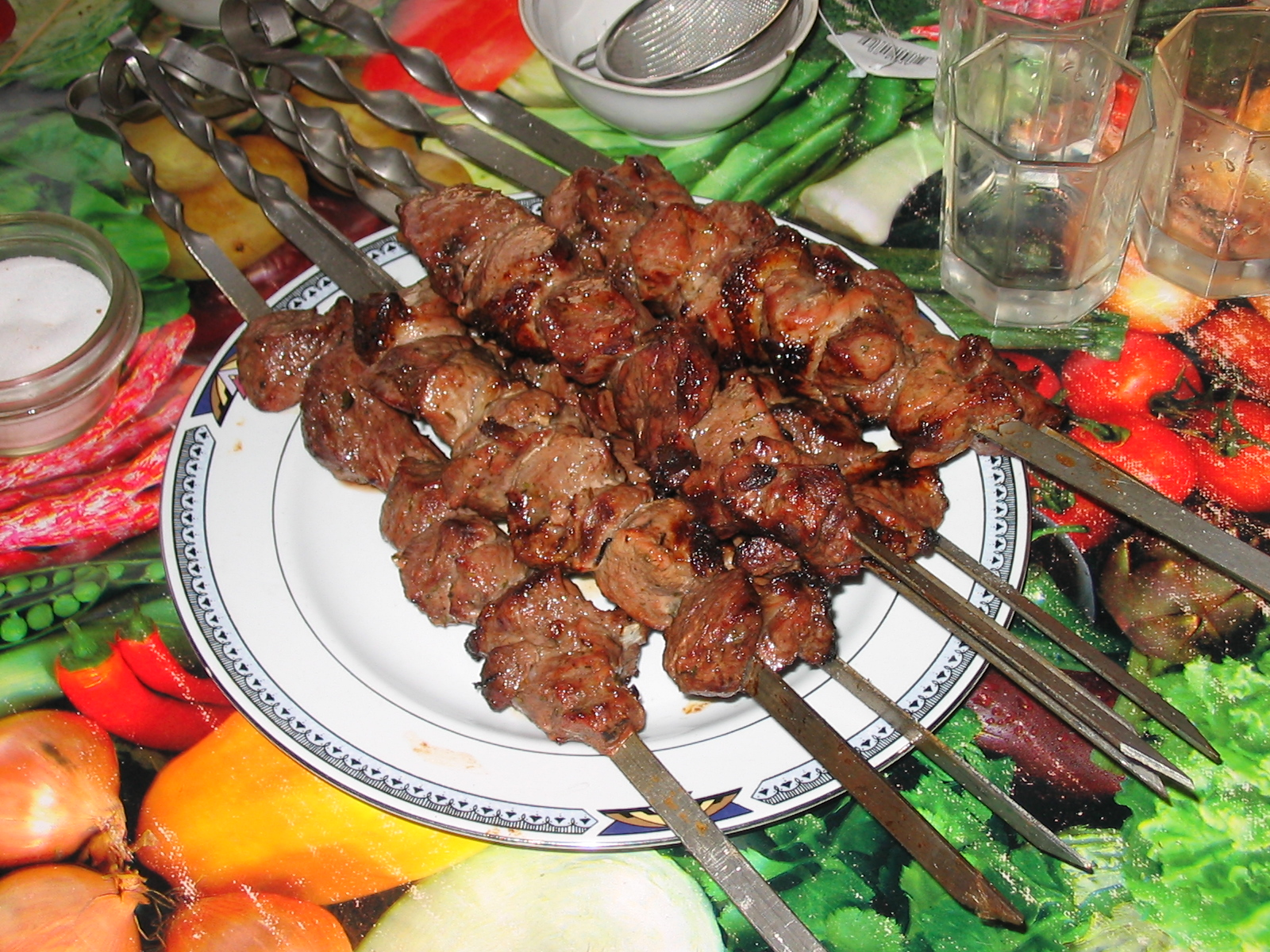
샤실리크.

샤실리크(러시아어: шашлык)는 꼬치요리로 유명하며 튀르키예 요리인 시시 케밥에서 유래한 요리이다. 양고기는 물론, 염소고기나 쇠고기로 만들기도 한다.

## 참조
1. ↑  Vasmer's Etymological Dictionary
2. ↑  Shashlik in Reference.com

## 같이 보기
- 러시아 요리
- 케밥
- 불고기